# 朱麗

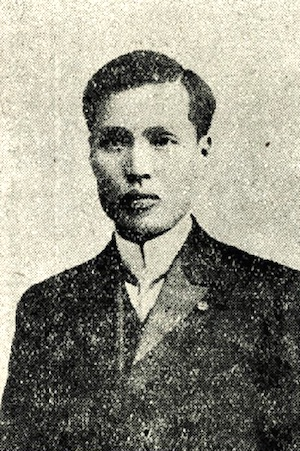
朱麗

朱麗（1878年12月17日—1936年9月1日），字滌生，號澤生，臺中大甲人。
1897年入苗栗國語傳習所習日語一年。1900年參觀日本京都舉辦的萬國貿易品博覽會。後開始從事草帽貿易，與杜清、李城、陳瑚、李進等創設大甲帽蓆株式會社。明治39年（1906年）任大甲郡區長，聯合士紳李城、李進興、杜清、陳坤龍、李聰和等人爭取建造大甲水道廠（今大甲自來水廠），1910年連任大甲區長。朱江淮為其次子。